# Arxius de les Esglésies i de les comunitats confessionals
'Arxius de les Esglésies i de les comunitats confessionals és el nom amb què el Consell Internacional d'Arxius (International Council on Archives, ICA) ha denominat els arxius responsables de la custòdia, conservació i comunicació de la documentació generada per les diverses esglésies i comunitats confessionals existents al món. Dins d'aquesta denominació hi trobem els arxius eclesiàstics de l'Església Catòlica, l'Església Ortodoxa i l'Església Protestant, els arxius referents al judaisme i els arxius pertanyents a les diferents comunitats confessionals.
El 14 de setembre de 1995 va ser fundada a Praga (República Txeca) la Secció d'Arxius de les Esglésies i de les comunitats confessionals (SKR) del Consell Internacional d'Arxius (ICA). Els seus objectius són oferir un fòrum per a l'ensenyament, la defensa i l'avançament de les pràctiques professionals al si de l'administració de l'arxiu i dels documents. Recolzant-se en les contribucions dels arxivers que pertanyen a les diverses tradicions religioses a través del món, la SKR espera promocionar la protecció i l'accés als sabers culturals de què depèn la nostra comprensió de les religions del món.

## Entitats adherides
- The Central Archives for the History of the Jewish People Arxivat 2009-08-03 a Wayback Machine.
- Archiv des Diakonischen Werkes der EKD Arxivat 2009-02-13 a Wayback Machine.
- Evangelical Lutheran Church in America Archives
- Archives of the Episcopal Church
- KADOC Documentatie- en Onderzoekscentrum voor Religie, Cultuur en Samenleving
- The Religious Archives Group[Enllaç no actiu]
- Al-Furqan Heritage Foundation
- Archivo Histórico Eclesiástico de Bizkaia / Bizkaiko Elizaren Histori Arkivua Arxivat 2008-12-16 a Wayback Machine.

## Institucions
- Internacional Council on Archives (anglès)
- Internacional Council on Archives, Section of Archives of Churches and Religious Denominations Arxivat 2008-12-25 a Wayback Machine. (anglès)